# Ярославское художественное училище
Ярославское художественное училище — государственное учреждение среднего профессионального образования в городе Ярославле. Здание училища является объектом культурного наследия народов РФ федерального значения, охраняется государством.

## История
27 октября 1896 года в Ярославле Петром Александровичем Романовским (1866—1914) были открыты Городские классы рисования. Были набраны 25 человек. Обучение было платным. Занятия проводились три раза в неделю. С 1902 года классы рисования устраивали ежегодные художественные выставки, в которых помимо учеников и выпускников принимали участие известные художники: И. Е. Репин, А. М. Васнецов, А. А. Киселёв, С. А. Виноградов.
В октябре 1919 года классы рисования преобразованы в Ярославские государственные свободные художественные мастерские, в марте 1920 года — во второе в республике Высшее учебное художественное заведение нового типа, в сентябре 1921 года — в первый в республике ударный художественно-педагогический техникум «повышенного» типа, в 1925 году — в Ярославское художественное училище.
С 1945 года училище размещается в здании бывшего городского училища (ул. Б. Федоровская, 27), построенного ярославским купцом 2-й гильдии Николаем Михайловичем Градусовым (1849—1906). Здание училища – один из ярких архитектурных акцентов Большой Фёдоровской, которая до сих пор неофициально называется «улицей Градусова».

## Преподаватели

### Педагоги работавшие в разные годы
См. Категория:Преподаватели Ярославского художественного училища
- Пётр Александрович Романовский (1866—1914) — основатель Ярославского художественного училища, 27 октября 1896 года были открыты Городские классы рисования в Ярославле.
- Павел Сергеевич Опарин (3 июля 1908 — пропал без вести в ноябре 1941-го) — русский советский художник, педагог. В 1928—1931 годах учился в Ярославском художественно-педагогическом техникуме — преподаватель.
- Юзефа Михайловна Дружинина — преподаватель.
- А. Г. Алексеев — преподаватель.
- В. Н. Забелин — преподаватель.

## Известные выпускники
См. Категория:Выпускники Ярославского художественного училища
- Елена Фёдоровна Мухина (род. 1954) — советский и российский художник, живописец. Член-корреспондент РАХ (2011).
- Александр Константинович Петров (род. 1957) — советский и российский художник-мультипликатор, сценарист. Живёт и работает в Ярославле.
- Ариадна Леонидовна Соколова (1925 — 2013) — художник; член Союза художников СССР и Союза художников России, лауреат ярославской областной премии им. А. М. Опекушина, заслуженный художник Российской Федерации.
- Елена Павловна Юдина (1926—1993) — художник-реставратор, основоположник Ярославской школы реставрации, музейный работник.
- Олег Павлович Клюкин (1929—2002) — Заслуженный художник РФ. В 1946 году поступил в ЯХУ.
- Владимир Васильевич Жуков (род. 1933) — живописец и график. Учился в ЯХУ (1948—1953), Институте Живописи им. И. Е. Репина (1953—1959). Участник выставок с 1953 г.
- Михаи́л Ксенофо́нтович Соколо́в (1885—1947) — русский и советский художник, живописец и график, педагог.
- Александр Иванович Са́вин (род. 1949) — живописец, график. Заслуженный художник Российской Федерации с 2006. Проживает и трудится в Вологде.
- Николай Александрович Мухин (род. 1955) — советский и российский художник, основатель творческого объединения «Ярославская икона». Член Президиума Российской академии художеств с 1999 года. Член президиума Совета по культуре и искусству при Президенте РФ с 2000 года.
- Дмитрий Капитонович Тегин (1914—1988) — советский художник. Лауреат Сталинской премии первой степени (1951). Последователь соцреалистического метода, автор жанровых сцен, портретов, пейзажей, талантливый колорист.
- Андре́й Арка́дьевич Заха́ров (род. 1967) — советский и российский художник-пейзажист, импрессионист, пленэрист, заслуженный художник России, академик РАХ (2018).
- Константи́н Юрьеви́ч Горбуно́в (род. 1967) — российский художник-живописец. В его творческом багаже портреты современников, пейзажи средней полосы России, а также картины, посвященные истории Костромы.
- Юрий Никола́евич Па́нин (1929—2004) — советский и русский художник; живописец, график. Председатель правления Алтайской организации Союза художников РСФСР (1960—1964).
- Лиси́цын, Константи́н Серге́евич (1923 — 1970) — актёр, Герой Советского Союза, разведчик, командир отдельной разведроты. После войны — артист театра. Единственный Герой Советского Союза, избравший в мирной жизни эту профессию.
- Лариса Александровна Шилова (род. 1934) — советский и российский художник кино. Член Союза художников СССР
- Аи́да Петро́вна Зя́бликова (род. 1940) — советский и российский режиссёр-мультипликатор. Заслуженный работник культуры Российской Федерации (2014).
- Вале́рий Никола́евич Стра́хов — советский и российский художник-живописец, народный художник Российской Федерации, член-корреспондент Российской академии художеств.
- Николай Александрович Маркин (род. 1921) — советский художник кино. Заслуженный художник Российской Федерации.
- Валерий Анатольевич Цаплин (1959—2016) — советский и российский художник, Заслуженный художник Российской Федерации.
- Юрий Алексеевич Лебедев (род. 1939) — художник-монументалист. Учился в ЯХУ с 1953 по 1958 гг..
- Олег Александрович Бороздин (1929—2016) — советский и российский художник живописец, заслуженный художник Российской Федерации. В 1948 году Олег Бороздин поступил в ЯХУ и окончил его в 1955 году с красным дипломом.
- Сергей Николаевич Соколов (род. 1956 год) — заслуженный художник Российской Федерации, иконописец, член Союза художников России.
- Фёдор Иванович Панков (1889—1937) — русский советский художник-живописец и график.
- Светлана Ивановна Щербинина (1930—2017) — советский и российский художник-монументалист. Народный художник России (2012), член-корреспондент Российской Академии художеств. Лауреат премии Правительства РФ (2015). Золотая медаль им. Сурикова Союза Художников России за выдающийся вклад в изобразительное искусство Российской Федерации (2013).
- Дмитрий Никитич Санджиев (род. 1949) — российский и советский художник, живописец и график. Заслуженный художник России. Народный художник Российской Федерации. Член-корреспондент Российской академии художеств (2001). Действительный член PAX (2007). В 1970—1974 годах обучался в ЯХУ, которое окончил с отличием.
- Геннадий Александрович Дарьин (1922—2012) — советский художник, член Союза художников СССР с 1954 года, Заслуженный художник РСФСР (1978), Народный художник России (2003). Фронтовик. В годы войны — лейтенант, командир взвода сапёров. Кавалер Ордена Красного Знамени (1944).
- Павел Сергеевич Опарин (1908 — пропал без вести в ноябре 1941-го) — русский советский художник, педагог. В 1928—1931 годах учился в Ярославском художественно-педагогическом техникуме.
- Юрий Иванович Семенюк (1922—2006) — советский и российский художник-живописец. Член Союза художников СССР (1954). Заслуженный художник РСФСР (1978). Народный художник РСФСР (1982). С 1938 по 1941 годы обучался в ЯХУ, его учителями были такие художники-педагоги как П. С. Опарин и Ю. М. Дружинина.
- Воронов Юрий Александрович (род. 1956) — художник, художник-график. Член-корреспондент Российской академии художеств. В 1975 году окончил живописно-педагогическое отделение ЯХУ.
- Генрих Алексеевич Асафов (1940 — 2020) — русский художник-живописец, мастер символической живописи. Учился в ЯХУ с 1959 по 1964